# Eulophia speciosa
Eulophia speciosa är en orkidéart som först beskrevs av Robert Brown, och fick sitt nu gällande namn av Harry Bolus. Eulophia speciosa ingår i släktet Eulophia och familjen orkidéer. Inga underarter finns listade i Catalogue of Life.

## Bildgalleri

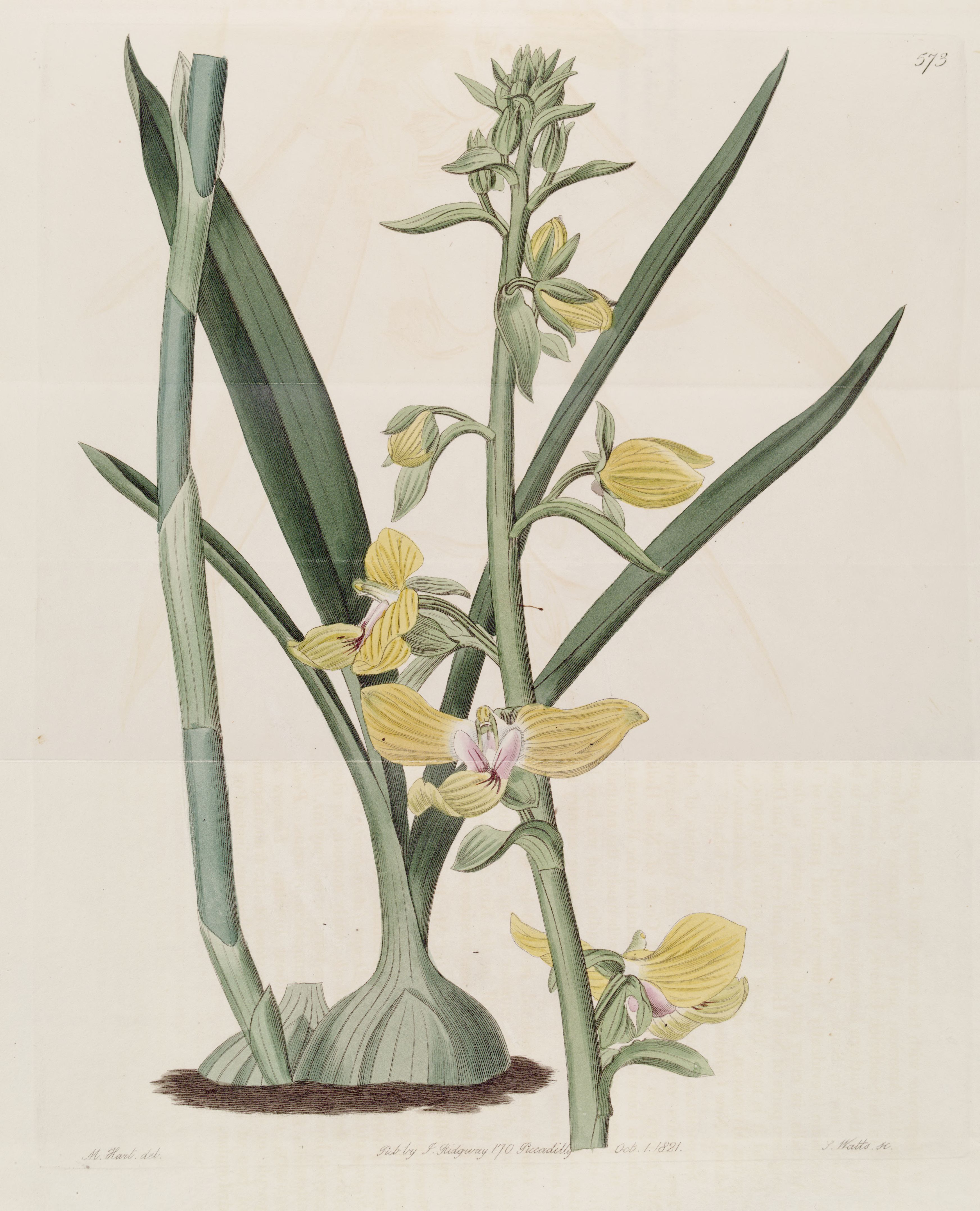
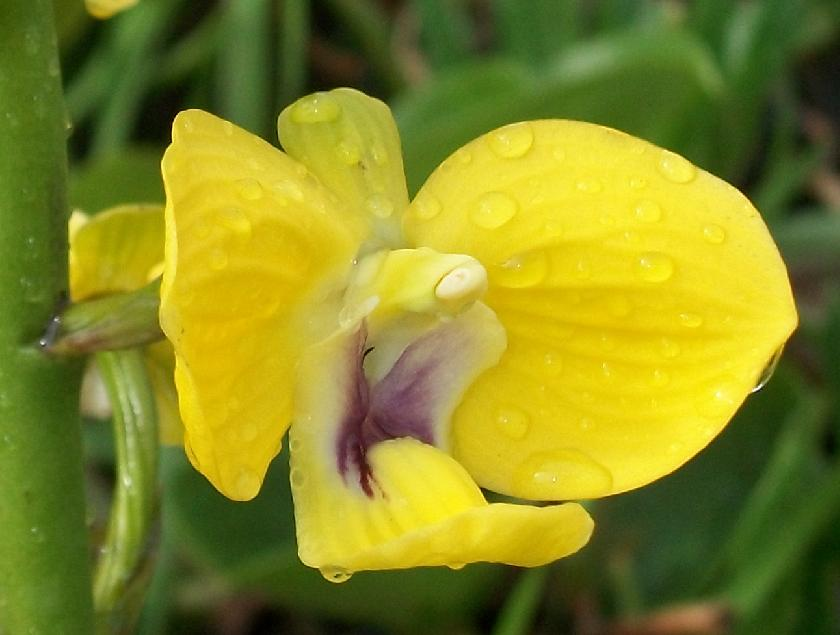
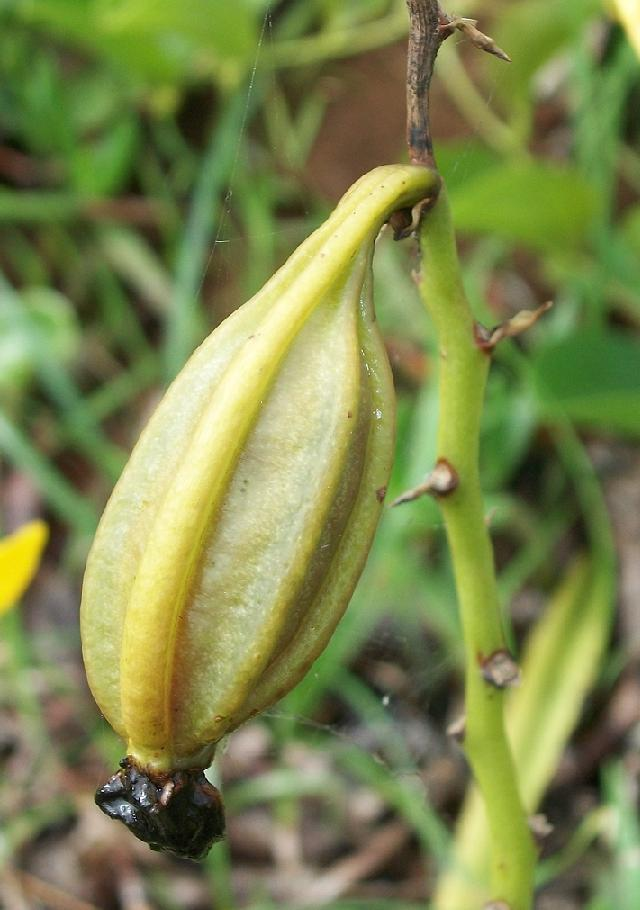